# Raon-sur-Plaine
Raon-sur-Plaine is een gemeente in het Franse departement Vosges (regio Grand Est) en telt 143 inwoners (1999). De plaats maakt deel uit van het arrondissement Saint-Dié-des-Vosges.

## Geschiedenis
De gemeente was onderdeel van het kanton Schirmeck totdat de overige gemeenten van het kanton middels het Verdrag van Frankfurt geannexeerd en deel van het Reichsland Elzas-Lotharingen van het Duitse Keizerrijk werden. Er werd echter wel een groot deel van de bossen rond Raon-sur-Plaine en het aangrenzende Raon-lès-Leau in het departement Meurthe overgeheveld naar de gemeente Michelbrunn, het huidige Grandfontaine.
Raon-sur-Plaine werd ingedeeld bij het kanton Raon-l'Étape, dat deel bleef uitmaken van het departement Vosges. Toen na de Eerste Wereldoorlog Elzas-Lotharingen geannexeerd werd door Frankrijk werd het kanton Schirmeck ingedeeld bij het departement Bas-Rhin en bleef de situatie van Raon-sur-Plaine onveranderd.

## Geografie
De oppervlakte van Raon-sur-Plaine bedraagt 3,6 km², de bevolkingsdichtheid is 39,7 inwoners per km².
De onderstaande kaart toont de ligging van Raon-sur-Plaine met de belangrijkste infrastructuur en aangrenzende gemeenten.

## Demografie
Onderstaande figuur toont het verloop van het inwonertal (bron: INSEE-tellingen).